# Willard Scott
Pour les articles homonymes, voir Scott.
Willard Herman Scott, Jr., né le 7 mars 1934 à Alexandria (Virginie) et mort le 4 septembre 2021 à Delaplane (Virginie), est un acteur américain.

## Biographie

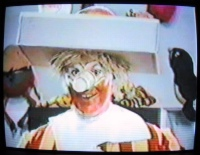
Willard Scott en Ronald McDonald, première des trois publicités pour la télévision (1963-1965).

Willard Scott a campé le personnage de Ronald McDonald. Il l'incarnait pour les clips et publicités télé.
En 1980, il devient présentateur météo pour « The Today Show » .

## Vie personnelle
Il était chrétien, membre de l’Église baptiste d’Alexandria, en Virginie. Il a prêché un sermon à l'occasion du 185e anniversaire de son église qui a été publié en 1989.